# Xa-Cassau
Xa-Cassau – miasto w Angoli, w prowincji Lunda Północna.